# 특명 공개수배
《특명 공개수배》는 2007년 5월 3일부터 2008년 3월 27일까지 KBS 2TV에서 방송했던 리얼리티쇼 TV프로그램이다.

## 주요 해결 사건
- 2007년 5월 3일 방송에서는 2006년 12월과 2007년 1월 경기도 화성시에서 실종된 배○○(45, 2006년 12월 14일 실종), 박○○(35, 2006년 12월 24일 실종), 박○○(52, 2007년 1월 3일 실종), 연○○(20, 2007년 1월 7일 실종) 등을 수배하는 방송이 다뤄졌다. 네 사람이 모두 2006년 12월부터 2007년 1월까지 실종되었는데 네 사람이 모두 거주지는 경기도인 수원시, 안양시, 군포시 등지로 각각 달랐지만 아무런 연고도 없는 경기도 화성시 비봉면에서 휴대전화 신호가 끊겼다는 점에서 동일범에 의한 납치가 의심되는 사건이었다.
  - 그러던 중 방송 5일 만인 2007년 5월 8일에 두번째 실종자인 박씨의 시신이 경기도 안산시의 야산에서 발견되면서 연쇄살인의 가능성이 점쳐졌으나 이렇다할 단서가 없어 이후 사건은 해결되지 않은 채 방송이 종영되었으나 2009년 1월 24일에 검거된 군포 여대생 살인사건의 범인 강호순의 자백으로 사건이 해결되었다.
- 2007년 5월 10일 방송에서는 2006년 11월 13일, 서울특별시 동대문의 아파트에서 발생한 70대 노파 살인사건의 용의자를 공개수배하였다. 당시 신원이 밝혀지지 않은 탓에 사건이 발생한 아파트의 엘리베이터 CCTV에 찍힌 용의자의 모습을 방송에 내보냈는데, 방송 후 많은 네티즌들의 관심을 샀지만 약 한 달 뒤인 2007년 6월 3일에 서울특별시 중랑구의 아파트에서 용의자 강○○가 자살한 채로 발견되었으며, 용의자 강○○의 단독범행인지 누군가에 의한 청부살인인지는 밝혀지지 않았다.[1]
- 2007년 5월 10일 방송에서는 부산에서 중학생을 납치한 후 부산 외곽의 폐가에 가둔 채, 피해자의 부모에게 협박 전화를 한 용의자 성○○을 공개수배하였다. 이후 성○○은 방송 3개월 후인 2007년 8월 15일, 부산에서 시청자의 제보로 검거되었다.[2]
- 2007년 5월 17일 방송에서는 대구 시내의 어느 식당에서 동거녀를 살해한 용의자 김○○을 공개수배하였다. 김○○과 피해자 최수현(가명)은 사건 발생 이전 약 1년간 동거하던 사이였는데, 최수현이 다른 남자와 사귀는 등 김○○과의 감정이 좋지 않아 헤어지려던 차에 김○○이 최수현에게 동거하는 동안 준 돈을 돌려달라고 요구하자 최수현은 이를 거절한데다 그녀의 휴대전화에 김○○을 '악마'라는 이름으로 저장해놓을 정도로 사이가 나빠졌다고 한다.
  - 그렇게 사건 당일인 2006년 10월 8일, 최수현은 친구들과 만나 저녁식사를 하고 있었는데, 식사가 끝날 무렵 김○○이 찾아와 돈을 돌려달라고 했지만 피해자가 화를 내자 김○○은 칼을 꺼내 피해자를 살해한 후 도주하였으며, 그날 밤 여동생에게 전화를 건 뒤 자취를 감추었다. 경찰은 목격자인 식당 종업원들과 손님들, 그리고 피해자 주변인의 진술을 토대로 김○○을 용의자로 지목하였다.
  - 이후 김○○은 2007년 7월 19일 방송에서도 재수배되었으나 방송이 종영된 후에도 검거되지 않았다. 2008년 9월 8일, 방송을 기억하고 있던 시청자의 제보로 검거되었다.[3]
- 2007년 5월 24일 방송에서는 인천의 재래시장 상인들을 상대로 계를 운영하며 사기 행각을 벌인 용의자 오○○이 공개수배되었다. 그녀는 오래 전부터 시장 상인들이 일정액의 곗돈을 납입하면 별도의 순번없이 원하는 시기에 돈을 빌려주고 이자를 붙여 갚게 하는 은행과 비슷한 여수신 행위를 해오는 방법으로 58명의 상인들로부터 4억 6천만원 상당을 편취해 아들에게는 외제차를, 딸에게는 혼수 비용을 보태주는 등의 용도로 사용했는데[4], 방송 후 약 20일이 지난 2007년 6월 14일, 용의자 오○○이 인천의 작은 아들의 집에 숨어지낸다는 제보가 접수되었고 다음날 출동한 경찰에 의해 검거되었다.[5]
- 2007년 5월 31일 방송에서는 2006년 10월, 전남 광양의 한 대형마트에 침입해 현금 2600만 원이 든 금고를 들고 달아나는 등 전남 내의 3곳의 대형마트에서 금품을 훔친 용의자 오○○을 공개수배하였는데[6], 방송을 본 시청자의 제보로 방송 다음 날인 6월 1일, 경남 김해에서 검거되었다. 이는 특명 공개수배 방송 이후 처음으로 검거된 용의자이다.[7][8]
- 2007년 6월 7일 방송에서는 한때 사랑했던 여성을 무참히 살해한 뒤 사체를 토막 내 충북 제천의 한 야산에 유기한 용의자 신○○를 공개수배하였다. 2003년 3월 16일, 사체가 발견된 후 지문 감식 끝에 그녀는 제천에는 아무런 연고가 없고 경기도 용인에 거주하며 3개월 전(2002년 12월 16일 밤) 실종된 정수경(가명)으로 신원이 밝혀졌는데, 경찰 수사 끝에 피해자의 계좌에서 4,200만원을 인출되었다는 사실이 드러났고, 한 남성이 이 돈을 인출한 것을 확인하였다. 그리고 마침내 용의자의 신원이 사기전과 10범의 신○○로 밝혀졌다.
  - 용의자 신○○는 골프동호회의 운영진을 하면서 동호회 내의 여성 회원들과 내연 관계를 맺은 후 돈을 뜯어내고 그녀들의 남편의 이름을 도용한 후 전혀 다른 사람의 행세를 하며 사기를 치며 경찰의 추적을 피하였는데 이전의 사기전과 또한 벌금형이나 기소유예 처분을 받으며 감옥에 가지 않았다.
  - 그러던 중 골프동호회에서 만나게 된 독신녀 정수경에게서도 혼인을 빙자하여 접근한 후 돈을 뜯어내었는데 2002년 12월 16일 밤, 신○○를 의심하기 시작한 정수경이 신○○를 찾아가 정체를 폭로하겠다고 하자 신○○는 정수경을 살해하였으며, 이후 정수경의 사체를 토막내어 충북 제천의 한 야산에 유기하였다.
  - 그는 이후 정수경의 가족들에게는 정수경이 자신에게 사기를 쳤으니 고소하겠다고 협박하는가 하면 주변 지인들에게는 가족 행세를 하며 외국에 나갔다고 둘러대었으며, 당시 경찰로 일했던 한 친구에게 전화해서 실종신고하는 방법을 알려달라고 말한 적도 있었다. 이후 골프동호회 홈페이지에도 그녀의 아이디를 이용해 접속하여 회원들에게 그녀가 살아있는 것처럼 행세하다가 그녀의 사체가 발견된 2003년 3월 중순부터 자취를 감추었다.
  - 이후 신○○는 2007년 7월 19일, 2007년 9월 27일, 2007년 12월 20일 방송에서도 재수배되었으나, 타인의 명의를 도용하여 사기를 친 탓에 방송이 종영된 이후에도 오랫동안 행적을 알 수 없었다. 그러던 중 2017년 8월, 신○○가 2015년 연말 즈음에 전남 강진 일대에서 또다른 사기를 치다가 잠적했다는 제보가 들어왔는데, 2017년 말부터 강원도 속초에 머물던 그는 2018년 6월 22일, 강원도 속초의 한 원룸에서 숨진 채 발견되었다.[9]
- 2007년 6월 7일 방송에서는 ○○라이프라는 번듯한 회사를 내세워 피해자들에게 투자를 부추기고, 투자자들에게 새로운 투자개발계획이 있는 것처럼 속여 주주가 되게 한 뒤 다단계식으로 여러 명을 끌어들이는 수법으로 2600명의 피해자들로부터 1700억원의 부당이익을 챙기고 3명을 죽음으로 몰아넣은 용의자 오○○을 공개수배하였는데[10], 그는 방송 한 달 후인 2007년 7월 26일, 서울 강남에서 검거되었고[11][12] 2명의 공범은 중국으로 도주하였으나 국제형사경찰기구 적색수배 하여 얼마 후 공안에 검거되었다.
- 2007년 6월 14일 방송에서는 경기도 일대의 아파트에서 "아랫층 사람인데 화장실에서 물이 샌다."라고 속여 연쇄적으로 강도 행각을 벌인 용의자 허○을 공개수배하였다. 용의자 허○은 항상 흉기를 휴대하면서 CCTV가 없는 아파트만을 노리며 여성이 혼자 있는 틈을 타 집으로 들어와[13] 피해자가 안심한 틈을 타 강도행각을 벌였다. 그는 현장에 지문 조차 남기지 않을 정도로 치밀함을 보였는데, 사건 현장에 휴대전화를 떨어뜨리고 도주하는 바람에 용의자로 지목된 것이다.
  - 이후 허○은 2008년 3월 27일 마지막 방송에서도 재수배되었으나 종영된 이후에도 검거되지 않았는데, 특명 공개수배 방송 이후 자신의 얼굴이 알려지자 성형수술을 하고 체중도 10㎏가량 늘린 뒤 머리스타일까지 바꾼 채로 도피를 하던 그는 2009년 7월 6일, 충북 청원군(현 청주시)에서 승용차를 몰고 가다 뺑소니 사건을 일으키면서 덜미가 잡혔고, 이후 계속된 수사 끝에 2010년 4월 7일, 광주에서 검거되었다.[14]
- 2007년 6월 21일 방송에서는 2003년 6월, 광주 무등산에서 자신의 차로 친구를 치어 숨지게 한 용의자 이○○를 공개수배하였다. 이○○과 피해자는 사건당일 새벽, 피해자와 함께 술을 마시고 귀가하던 도중 피해자에게 차비가 없다는 말을 들은 이○○이 피해자에게 왜 하는 일마다 그렇냐고 하며 서로 싸움이 붙었고 싸움을 하던 도중 자신의 차에 탄 이○○은 차량 앞에 선 피해자의 모습을 보고 격분한 나머지 피해자를 차로 치어 숨지게한 뒤 무등산 등산로에 시신을 유기한 후 도주하였다.
  - 이○○은 사건 직후 제주도에 은신하고 있었는데, 방송 당일 자신이 수배된 방송을 시청한 뒤 방송 이틀 후 제주경찰서에 찾아가 자수하였다.[15]
- 2007년 6월 28일 방송에서는 2007년 3월, 강원도 춘천의 한 보석상에서 1억 5천만 원 상당의 귀금속을 절취하는 등 전국을 무대로 보석상에서 절도를 일삼은 용의자 이○○를 공개수배하였는데[16][17], 방송 7개월이 지난 2008년 1월 28일, 경기도 고양의 한 아파트에서 은거하고 있다는 시청자의 제보로 경찰의 잠복수사 끝에 검거되었으며, 같은 해 2월 21일 방송에서 검거소식을 다루었다.[18][19]
- 2007년 7월 12일 방송에서는 같은 해 6월 18일, 울산의 한 미용실에서 발생한 강도살인사건의 용의자를 공개수배하였다. 당시 용의자는 신원이 밝혀지지 않았는데 피해자를 살해한 후 피해자의 카드로 금은방에서 귀금속을 구입한데다, 사건 현장 인근의 술집에서도 피해자의 카드로 술을 마셨으며, 다음날(6월 19일) 이 귀금속들을 부산의 또다른 금은방에 매각한 뒤 다시 피해자의 카드로 귀금속을 사려고 했지만 카드가 정지된 것을 알고는 종적을 감췄다.[20]
  - 이에 금은방과 이용했던 지하철역 CCTV에 찍힌 용의자의 모습을 방송에 내보냈는데, 방송을 본 시청자의 제보로 방송 2주 만인 2007년 7월 26일, 용의자의 신원이 이○○으로 밝혀졌으며, 미용실에도 사건 이전에 몇차례 손님으로 다녀간 적이 있음을 확인하였다.
  - 용의자 이○○은 2007년 9월 27일 방송에서도 재수배되었으며, 이듬 해(2008년) 3월 9일, 부산의 한 야산에서 자살한 채 발견되었다.[21]
  - 용의자 이○○의 신원이 밝혀질 당시 이○○은 주변 사람들에게 "내가 죽였다, 나는 죽고싶다.'라는 말을 했다는 사실과 두달 후의 재수배 방송에서 이○○의 휴대폰에 '기장 누나집 앞산'이라는 메모를 남긴 채 잠적했다는 사실이 밝혀지면서 이○○이 자살했을 가능성이 높아보였는데, 사체 발견 당시 여름 옷을 입고있었다는 점에서 2007년 여름 내지 초가을에 사망했을 가능성이 높아보였으나, 정확한 사망시기는 알려지지 않았다.
- 2007년 7월 12일 방송에서는 경기도 수원에서 여대생을 납치하려다 실패한 용의자 김○○을 공개수배하였다. 용의자 김○○은 인터넷 채팅을 통해 함께 범행을 저지를 사람을 찾고 있었는데, 특정한 직업이 없이 지내던 최현우(가명)는 채팅 사이트에서 차량을 이용해서 돈을 벌자는 김○○의 메시지를 받았고는 김○○과 대화를 하자 김○○은 최현우에게 전화통화를 요구했고, 전화를 받은 김○○은 최현우에게 새벽에 혼자서 귀가하는 여성을 납치하자고 했다.
  - 그렇게 경기도 안성에서 만난 두 사람은 인근 모텔에서 범행계획은 물론 사전연습을 한 뒤 필요한 물품을 구매하였으며, 경기도 남부지역을 중심으로 사전답사를 한 끝에 수원의 한 주택가를 범행장소로 정하고는 2007년 6월 13일 새벽, 범행장소 인근을 배회하다가 귀가중이던 이미정(가명)을 발견하고는 그녀에게 다가가 흉기로 위협하면서 납치를 시도한다.
  - 그러나 이미정의 반항이 거센데다 주변의 아파트 경비원이 이상함을 느끼고는 이들이 있는 곳으로 다가오자 용의자들은 피해자의 지갑을 훔친 채 도주하였으며, 이들이 훔친 지갑에 자신의 신분증과 학생증이 들어있어 또다른 범행을 저지를지 모른다는 생각에 두려움을 느낀 이미정은 경찰서를 찾아 이들이 사용한 흉기와 함께 용의차량의 차종과 차량번호 4자리를 말해주었으며, 차종과 차량번호가 일치하는 차량 가운데 용의자 중 한명의 인상착의와 일치하는 차량 소유주 최현우의 신원을 확보하였으며, 사건 발생 8일만에 공범 최현우를 검거하는데 성공한다.
  - 그러나 공범 최현우는 인터넷 채팅을 통해 만나다보니 김○○이 실제 이름인지조차 모른다고 했는데, 사건 직후 피해자의 카드 사용 내역을 조사하던 중 카드가 마지막으로 사용된 한 편의점에서 용의자 김○○의 모습을 확보했으며, 최현우의 통화내역을 조사한 결과 안성의 한 주유소에서 걸려온 전화로 밝혀져 그 주유소를 찾아가 업주를 상대로 조사해보니 김○○은 사건 발생 전까지 이곳에서 일하다가 사건 발생 직후부터 출근하지 않고 있다는 말을 들었으며, 최현우와도 사건 다음날 부터는 연락을 끊고 지내고 있다는 사실을 알아내었다.
  - 한편 김○○은 사건 직후 서울에서 도피생활을 하고 있었는데, 방송 당일 김○○이 수배된 방송을 본 용의자의 아버지가 김○○에게 통화를 하였고, 방송 이틀 후 서울에서 경찰에 자수하였다.[22]
- 2007년 7월 19일 방송 말미에서는 2007년 7월 10일, 경기도 광명에서 채무자의 딸의 집에 찾아가 딸을 폭행하고 사위를 살해한 후 같은날 저녁 서울 서초구 방배동에서 또다른 채무자를 찾아가 흉기를 휘둘렀으나 미수에 그친 용의자 임○○를 긴급수배하였다. 전직 경찰관이었던 그는 사채업을 하는 아내를 도와 돈을 빌려주고 사람들에게 돈을 받는 역할을 하였는데 채무자들이 돈을 갚지 않자 아내와 이혼을 하게 되었으며 결국 채무자들의 집을 찾아가게 되었다.
  - 그러나 광명에 사는 채무자의 딸이 "이혼했으면 아내가 채권자지 당신이 채권자냐"는 말에 격분하여 남편에게 흉기를 휘둘러 살해하였으나 아내는 도망을 쳐 살해하지 못하였으며, 같은날 저녁, 서울 서초구 방배동의 또다른 채무자가 자신을 보고 도망치자 임○○는 그에게 흉기를 휘둘렀으나 도망치는 바람에 미수에 그쳤다.
  - 이후 경찰은 임○○의 전셋집에서 채무자들의 명단과 금액이 적힌 종이 확보하는 한편, 채무자들의 신변보호를 하였으며 특명 공개수배를 통해 2007년 7월 19일 방송 말미에 용의자 임○○를 긴급수배하였다.[23]
  - 그러나 임○○는 전직 경찰관이었던 만큼 휴대전화의 전원을 끈채 여관 등을 전전하였던지라 긴급수배 2주만인 2007년 8월 2일 방송에서 다시 수배된 그는 방송 하루 만에 경기도 의정부에서 시청자의 제보로 검거되었다.[24]
- 2007년 7월 26일 방송에서는 피해자들에게 무담보로 대출을 해주겠다고 속여 피해자의 체크카드를 절취하여 현금을 인출한 용의자 이○○과 박○○을 공개수배하였다. 이들은 4인조로 활동하며 생활전단지에 대출업체와 유사한 광고를 냈는데, 대출이 필요한 피해자들이 전화를 걸면 상담사를 보내 상담을 하는 척 하며 피해자에게 중간에 물을 한잔 달라고 요청해 피해자가 자리를 비운 틈을 타 피해자의 체크카드를 미리 준비한 똑같은 디자인의 카드와 바꿔치기한 후 돈을 인출하였다.
  - 그러던 중 돈을 인출하는 남성이 피해자들을 찾아온 대출업체 직원과 동일인물임을 확인한 경찰은 대출업체 직원을 사칭한 이도현(가명)을 검거하게 되며 이후 총책인 이영재(가명)에게 검찰 출석을 요청하였으나 그는 휠체어를 타고 시력이 나쁜 것처럼 행동하며 수사망을 피해갔지만 꼬리를 밟혀 검거되면서 검거되지 않은 이○○과 박○○이 특명 공개수배 방송에 나가게 된 것이다.
  - 용의자 이○○을 방송 3주 후인 2007년 8월 16일에 경찰에 자수하였고, 용의자 박○○은 2007년 8월 23일 방송에서 재수배될 예정이었으나 방송 직전(같은 날 오전) 서울에서 검거되었다.
- 2007년 7월 26일 방송에서는 인천 연수구 선학동에서 자신의 선배인 김익수(가명)와 다툼이 있었던 피해자가 자신에게 사과를 하지 않자 자신의 후배들을 시켜 피해자를 살해 용의자 박○○을 공개수배하였다. 피해자 김병일(가명)은 사건발생 전날 친구 문재철(가명)과 모처럼 마음이 맞아 새벽 4시까지 술을 마시고 함께 노래방을 찾았는데 노래방 도우미로 일하는 여종업원들이 마음에 들지 않았는지 김씨는 노래방 종업원에게 노래방 도우미를 교체해 달라며 시간을 끌었다.
  - 그러던 중 옆에서 보도방을 운영하던 김익수가 나타나자 피해자는 김익수와 몸싸움을 하게 되었고, 당일 새벽 5시에 김익수가 인근 거리를 배회하다가 자신이 알고 지내던 후배 박○○과 만나 이 사실을 알리자 박○○은 고향 후배들을 불러 살인을 모의하였다. 이후 김익수과 박○○은 피해자를 불러내 사과할 것을 요청하였으나 피해자가 사과하지 않고 자리를 떠나자 후배들을 시켜피해자를 미행하여 피해자를 살해하였다.
  - 범인들이 모두 도주한 뒤 경찰에는 이들과 연락을 한다는 제보자가 나타나면서 살인에 가담한 후배들이 검거되었고[25], 주범 김익수 또한 2006년 9월에 검거되었으나 박○○은 수사망을 피해 도주하였는데, 방송 종영 후에도 검거되지 않던 그는 2008년 5월 27일, 방송을 기억하고 있던 시청자의 제보로 검거되었다.
- 2007년 7월 26일 방송 말미에서는 충북 진천에서 여대생을 살해하는 등의 총 4건의 살인을 저지른 용의자 이○○을 긴급수배하였는데, 방송 다음 날, 그는 그의 집 주변에서 잠복중이던 경찰에 의해 검거되었다.
- 2007년 8월 2일 방송에서는 서울 서초구의 한 카페에 손님을 가장해서 들어간 뒤 손님이 없는 틈을 타 강도행각을 벌인 용의자 진○○를 공개수배하였다. 고향 친구이자 교도소 동기인 진○○와 김영호(가명)는 서울로 올라온 뒤 밤에 손님을 가장해 카페에 들어갔는데, 손님이 없고 여종업원들만 있는 틈을 이용해 강도행각을 벌이고 여종업원들을 희롱하였는데, 이들이 한눈을 판사이 종업원 중 한명이 도망을 쳐 지나가던 시민들에게 도움을 요청하였으며, 시민들과 격투를 벌이다가 신고를 받고 출동한 경찰에 의해 김영호가 검거되었으나 진○○는 도주하고 말았다.
  - 그렇게 진○○는 방송 6개월이 지나도록 검거되지 않아 미제로 끝나는 듯 하였으나 2008년 2월 8일, 전남 여수에서 방송을 기억하고 있던 시청자의 제보로 검거되었다.
- 2007년 8월 9일 방송에서는 충남 천안에서 베트남인 아내를 살해한 남편 장○○을 공개수배할 예정이었다. 일용직 노동자였던 장○○은 결혼중개업체를 통해 베트남인 아내 후인자이와 결혼하였는데, 그녀는 한국생활이 낯설었던데다 남편의 무관심 속에서 불행한 결혼생활을 하던 중 장○○에게 마지막 편지를 쓴 뒤 베트남으로 가기 위해 짐을 싸던 중 이를 보고 격분한 장○○은 그녀를 살해한 뒤 도주하여 사망한지 10일 만에 사체로 발견되었다.
  - 그러나 장○○은 도피중에 자신이 살던 전셋방의 집주인에게 전화를 걸었다가 덜미가 잡혀 방송 4일 전에 대전에서 검거되었으며, 이후 본방송에서 이 사건을 다룰 때는 용의자 수배 없이 범행전모를 밝히는 쪽으로 방영하였다.
- 2007년 8월 16일 방송에서는 경남 진주에서 40대 보험설계사를 납치하여 금품을 강취하는 등 여러 건의 납치, 강도, 살인을 저지른 용의자 안○○를 공개수배하였다. 2007년 2월 만기출소한 그는 피해자를 한적한 곳에 유기한 후 금품과 차를 빼앗아 도주하였는데 사건현장 인근 마을 주민의 도움으로 경찰에 신고했다는 것을 알고는 경찰에게 전화를 걸어 얼마 후에 자수할 것이라고 허위 전화를 하여 도피하기 위한 시간을 마련하였다.
  - 그렇게 안○○는 수배되어 도피생활을 하는 와중에도 살인, 강도행각을 벌여왔으며 방송 1주일 후인 2007년 8월 23일 방송에서도 재수배되었는데 2007년 9월 1일 밤, 진주경찰서는 안○○가 친구를 만나기 위해 김해에서 진주로 간다는 제보를 받고 진주의 한 목욕탕 앞에서 잠복 끝에 모자를 눌러 쓰고 지나가던 안○○를 검거하였고 이에 그는 순순히 검거에 응했다.[26][27]
- 2007년 8월 16일 방송에서는 경북 영주의 재력있는 소 장수에게 소 판매를 명목으로 접근하여 꽃뱀으로 하여금 노래방에서 정신을 잃게 한 뒤 성폭행을 하였다고 주장하여 돈을 뜯어내려고 한 꽃뱀 공갈단 사건의 용의자 박○○과 염○○을 공개수배하였다.
  - 피의자들은 이전에 도박판을 벌이며 꽃뱀 장민지의 미인계를 이용해 상대의 정신을 홀리게 한 후 화투패를 바꾸는 등의 수법으로 사기도박을 저질렀는데, 그들은 경북 영주에서 축산업을 하며 어느 정도 재력이 있는 피해자 박수천(가명)에게 소 판매를 명목으로 접근한 뒤 꽃뱀 장민지와 만나도록 하여 함께 노래방으로 가서 장민지가 박수천을 유혹하도록 하였으며 장민지는 박수천이 정신을 잃은 틈을 타 박○○과 염○○을 불러내었고 염○○은 박수천을 폭행하여 차용증을 쓰게 하였다.
  - 그러나 박수천이 약속한 날짜에 돈을 갚지 않자 피의자들은 박수천에게 협박전화를 하고 집까지 찾아갔지만 피해자의 아내 김춘자(가명)가 저항을 하며 내쫓아 돈을 뜯어내지 못하게 되었고, 결국 장민지는 박○○와 염○○에게 그만둘 것을 종용하였는데, 그들은 장민지에게 박수천을 경찰에 고소하도록 강요했고, 결국 장민지는 박수천을 경찰에 고소하였다.
  - 하지만 경찰은 피해를 주장하는 장민지의 앞뒤가 맞지 않는 진술과 사건이 일어난 노래방의 구조 등을 토대로 성폭행이 아닌 꽃뱀 공갈단 사건이라고 판단하였으며, 장민지가 조사를 받는 와중에도 화장실에 가는 척하며 박○○, 염○○을 비롯한 공범들과 연락을 주고받는 것을 눈치채고는 장민지 등의 공범들을 검거하였으며[28][29] 검거되지 않은 박○○과 염○○은 방송 3일 만에 대구의 한 빌라에서 검거되었다.[30]
- 2007년 8월 30일 방송에서는 인천에서 발생한 뺑소니 사건의 용의자 이○○을 공개수배하였다. 2006년 5월 29일(사건 당시) 늦은 밤이었고, 갑작스럽게 발생한 사고였지만, 사건 현장에 남은 가해차량의 전조등 파편과 함께 있던 목격자의 진술을 통해 가해차량이 기아자동차에서 생산된 SUV 차량이라는 것을 확인한 경찰은 용의차량을 특정하기 위해 수사를 하던 중 전조등 파편의 모양과 전조등의 모양이 일치하는 차종을 찾아내었으며, 사건 발생 시각이 야간인데다 안개가 꼈다는 점, 그리고 차량의 파손이 심각했다는 것을 미뤄 용의차량이 용유도, 영종도 일대에 있다는 것을 직감하고는 이 일대의 카센터 등을 탐문하던 도중 현장 인근의 야산에 버려진 가해차량을 발견하여 차적조회를 한 끝에 당시 차량을 운전한 사람이 차량 주인이 아닌 용의자 이○○이라는 것을 확인하여 수배를 내렸다.
  - 용의자 이○○은 이미 여러 건의 사기사건으로 경찰에 수배된 상태인데다 사건 발생 전 음주운전을 했다는 점, 그리고 사건 이후 변장술과 가명을 사용하며 내연녀와 함께 도피생활을 하여 소재지가 불분명한 상태였기에 2007년 11월 15일 방송에서도 재수배되었지만 방송 종영 후에도 검거되지 않았는데, 사기사건의 공소시효가 만료된데다 뺑소니 사건 또한 공소시효 만료가 임박하자 인천중부경찰서는 뺑소니 사건 해결을 위해 탐문수사와 통신수사를 병행하였고, 계속된 수사 끝에 이○○과 그의 내연녀 명의의 휴대전화 요금 통지서에 찍힌 주소를 추적하여 2013년 4월 29일, 강원도의 한 공사장에서 이○○을 검거하였다.[31][32]
- 2007년 9월 6일 방송에서는 대전에서 자신의 후배에게 폭행당한 것에 앙심을 품고 그를 살해하려다 미수에 그친 용의자 김○○을 공개수배하였다. 사건 당시 김○○은 후배들과 술자리를 가졌는데, 술자리에서 피해자에게 폭행을 당해 근처 파출소로 가게되었고, 그곳에서 김○○은 경찰관에게 피해자에 대해 처벌을 원치 않는다고 하였다.
  - 하지만 파출소에서 나온 뒤 다른 후배들이 말리는 와중에도 김○○은 피해자를 계속해서 폭행하였으며, 어느 편의점 앞에 다다랐을 때 김○○이 잠시 편의점에 들어갔는데, 피해자가 일행들을 돌려낸 후 돌아온 김○○은 피해자의 목을 흉기로 찌른 후 도주하였으며, 그후 피해자는 다시 파출소까지 가서 신고를 하여 목숨은 건졌으나 목소리를 잃고 말았다.
  - 그후 종적을 감춘 김○○은 방송 2달이 지난 2007년 11월 14일에 경찰에 자수하였으며, 검거소식은 일주일 후인 2007년 11월 22일 방송에서 다루었다.[33][34] 그러나 김○○의 진술과 피해자의 진술은 서로 내용이 일치하지 않았다.
- 2007년 9월 13일 방송에서는 성공한 사업가로 위장해 동시에 4명의 여자들을 만나 결혼을 약속한 후 사업자금과 신혼집 비용 명목으로 10억 원이 넘는 돈을 빌리고 천안의 한 낚시터에서 다수의 남성 회원들에게 지게차 사업 투자 명목으로 돈을 빌려 도주하는 등 20억 원이 넘는 돈을 편취한 사기 용의자 이○○을 공개수배하였다. 서울 구로경찰서와 대구 서부경찰서에 총 14건의 사기사건으로 수배중이던 그는 특명 공개수배에 자신이 수배되지 않을까 하는 마음에 매회마다 방송을 시청하였다고 하는데, 방송당일 자신이 수배된 방송을 시청하고서는 자포자기한 심정으로 도피를 하던 중 방송 8일 만인 2007년 9월 21일, 시청자의 제보로 경남 창원의 한 당구장에서 검거되었다.[35]
- 2007년 9월 20일 방송에서는 경기도 수원에서 가정집에 침입하여 금품을 강취한 뒤 도주한 용의자를 공개수배하였다. 당시 신원이 밝혀지지 않은 탓에 사건 발생 직후 인근 은행 현금지급기 CCTV에 찍힌 용의자의 모습을 방송에 내보냈는데 용의자는 현금을 찾는 동안 CCTV를 전혀 의식하지 않고 맨얼굴을 드러냈지만 신원을 밝히기 쉽지 않았다.
  - 그러던 중 우연히 해당 방송을 본 서울 성북경찰서 장석인(가명) 형사는 사건발생 2달 전 다른 사건과 관련해 내사를 받았다가 혐의점이 없어 내사 중단된 용의자 박○○와 동일인물인 것 같다는 느낌이 들어 수사를 개시하였는데 여러가지를 확인해본 결과 CCTV 화면에 나온 용의자와 박○○가 동일인물이라는 것을 확인하였다.
  - 한편 용의자 박○○ 또한 친구들을 통해 자신이 방송에 수배된 사실을 듣고는 인터넷으로 자신이 수배된 방송을 보았는데, 방송을 본 그는 막노동 사무실도 바꿔다니는 등 검거될 것이라는 불안감 속에서 도피하다가 2007년 11월 8일, 방송을 기억하고 있던 시청자의 제보로 경기도 수원에서 서울 성북경찰서 형사들에 의해 검거되었으며, 나머지 1명(미방송 피의자) 역시 검거되었다.
- 2007년 10월 4일 방송에서는 경북 상주에서 장날에 시장을 찾는 노인들을 대상으로 무속인을 사칭한 후 은행에서 돈을 인출하게 하여 돈을 양말 속에 넣은 뒤 피해자가 잠시 자리를 비운 틈을 타 돈이 든 양말과 신문지가 든 양말을 바꿔치기한 용의자 강○을 공개수배하였다. 이들은 상주와 문경 일대의 시장을 돌며 혼자 사는 할머니들을 대상으로 범행을 저질렀는데 2003년 4월경부터 비슷한 수법의 사기사건이 계속해서 일어나자 경북 상주경찰서는 관내 은행에 거액의 돈을 찾으려고 하는 할머니가 있다면 신고해달라고 요청하였다.
  - 그러던 중 한 할머니가 은행을 찾아와 거액의 돈을 찾으려고 하면서 용한 무속인이 액땜을 해준다는 이야기를 하자 이야기를 들은 은행직원의 신고를 받고 출동한 경찰은 은행 CCTV를 통해 동종수법 전과자를 조회하여 범인들의 신원을 확보하였다.
  - 그렇게 2005년 8월, 무속인을 사칭한 이진희(가명)가 부산에서 검거되었으며[36] 공범 김미정(가명)이 강원도 태백에서 같은 수법으로 사기를 친다는 첩보를 입수한 상주경찰서는 태백경찰서와 공조수사를 한 끝에 2007년 9월, 태백의 한 시장에서 김미정을 검거하였으며[37], 방송당일 자신이 수배된 방송을 본 용의자 강○은 방송 5일 후 상주경찰서를 찾아가 자수하였다.[38]
- 2007년 10월 11일 방송에서는 경기도 수원에서 만취한 30대 남성을 살해한 뒤 넥타이로 발목을 묶어 피해자를 차량과 함께 유기한 사건의 신고자를 수배하였다. 피해자 강준호(가명)는 수원시 팔달구 인계동 유흥가에서 친구들과 술자리를 가진 뒤 새벽 3시 30분에 헤어졌는데 약 1시간 후 자신의 집과는 반대방향인 장안구 송죽동에서 자신의 차에 누워 발이 묶인 채로 발견되었다. 그러나 신고자는 1분여의 신고내용이 담긴 목소리만 남기고 사라진데다, 당시 차량 문은 잠겨있고 유리창의 선팅이 짙어 처음 신고를 받고 출동한 소방관들조차 내부 식별이 되지 않아 차문을 열고 나서야 피해자를 확인할 수 있었다.
  - 경찰은 피해자의 행적을 수사하던 중, 사건 당시 피해자가 만취상태였던데다 피해자가 발견된 곳이 피해자의 집과는 반대방향이었던 점, 피해자 차량의 예상 이동경로에서 피해자의 차량을 뒤따르던 검은색 승용차와의 관계 등을 통해 용의자는 최소 2명 이상이라는 것을 알아내었다.
  - 그러나 피해자의 차량 뿐만 아니라 이후 발견된 용의차량에서도 용의자를 특정할 만한 단서를 밝혀내지 못한데다, 용의차량이 도난신고된 차량이었던 점, 그리고 신고자 또한 1분여의 신고내용이 담긴 목소리만을 남기고 사라졌기에 성문 분석을 통해 신고자가 170cm 전후의 키에 60kg 후반대의 몸무게를 가진 다부진 체격이며, 경북 지역 말씨가 섞인 30대 초중반의 남성으로 추정된다는 것을 확인한 뒤 이를 토대로 당시 119에 걸려온 목소리를 방송에 내보냈으나 사건은 방송 종영 후에도 해결되지 않아 미제로 남는 듯 하였는데[39], 2009년 6월말쯤에 신고가 들어오면서 수사가 재개되었다.
  - 이 사건의 용의자 중 한명인 이○○가 방송 한달 후인 2007년 11월 절도 혐의로 구치소에 수감되었는데, 수감생활을 하던 중 동료 수감자에게 자신의 범행을 털어놓고 말았으며, 이 사실을 전해들은 또다른 수감자가 2009년 6월 출소한 후 경찰에 신고한 것이다.
  - 이후 경찰은 성문 분석을 통해 신고자의 목소리가 특수절도 혐의로 교도소에 수감된 공범 전○○의 목소리와 일치한다는 점을 추궁한 끝에 전○○으로부터 자백을 받아내어 전○○을 포함한 공범 3명을 검거하였으며, 용의자 이○○는 2009년 5월 출소 후 대구 등지를 전전하다가 2009년 7월 17일 검거되었다.[40]
- 2007년 10월 11일 방송에서는 실제 존재하는 회사의 이름을 도용하고 가짜 사장까지 내세워 물류회사를 설립한 뒤 지입기사가 되려는 이들에게 계약금 명목으로 돈을 편취한 용의자 김○○와 방○○을 공개수배하였다. 용의자들은 학교 선후배 지간이었는데, 사기전과가 있던 김○○가 방○○을 비롯한 공범들과 범행을 모의하여 생활정보지를 통해 주 5일 근무에 월 300만원의 수입을 보장해준다는 구인공고를 낸 뒤 공고를 보고 찾아온 구직자들에게 차량 계약금 등을 명목으로 1000만원 이상의 돈을 받아챙기고 차량 인수를 기다리는 피해자들에게는 차량 구매 수요가 많아 출고가 지연된다는 등의 거짓말을 하면서 피해자 개개인마다 물류운송이나 계약사항에 관한 이야기를 일절 꺼내지 마라고 하면서 100명이 넘는 피해자들로부터 11억원 상당을 편취하였다.[41]
  - 게다가 사기전과가 있는 김○○은 자신의 실체를 드러내지 않기 위해 PC방에서 게임을 하고 있던 최순철(가명)에게 감옥에 가게 되면 1억원을 주겠다는 명목으로 물류회사의 바지사장으로 앉힌 뒤 자신의 실체는 드러내지 않은 채 모든 사기행각을 주도하였는데 피해자들이 물류회사를 경찰에 고발하여 수사에 착수하자 이들은 최순철에게 경찰에 자수할 것을 종용하였다. 그러나 경찰조사에서 물류회사 사장이라는 직함과는 맞지 않게 여관방을 전전하는 것을 이상하게 여긴 성남 중원경찰서 형사들이 최순철을 추궁하였고 결국 최순철은 김○○와 방○○이 사건을 주도하고 있다고 자백하였다.
  - 이들은 2007년 11월 15일과 같은해 12월 20일 방송에서도 재수배되었음에도 검거되지 않다가 방송을 기억하고 있던 시청자의 제보로 김○○는 2008년 3월 3일에 경기도 용인의 한 아파트에서 검거되었으며[42], 방○○은 2008년 3월 21일 경기도 성남의 한 모텔에서 검거되었다.[43]
- 2007년 10월 18일 방송에서는 대전의 한 노래방에서 자신과 함께 노래를 부른 여성을 성추행하려다 피해자가 반항하자 피해자의 상의로 목을 졸라 살해한 용의자 김○○을 공개수배하였다.[44]
  - 용의자 김○○은 사건 직후 경찰조사에서 여자친구를 만나러 나갔다고 알리바이를 주장하였고, 그의 알리바이가 앞뒤가 맞지 않음을 이상하게 여긴 경찰이 김○○에게 전화하여 경찰서로 오라고 하자 휴대전화 전원을 끈 채 도주하였다.
  - 이후 김○○은 2008년 2월 14일 방송에서도 재수배되었지만 특명 공개수배 종영 이후에도 검거되지 않았는데, 김○○이 공개수배 사이트에 내연녀의 시어머니 명의로 가입한 것을 확인한 경찰은 그가 2008년 1월경부터 대전 서구의 한 원룸에 내연녀의 시어머니 명의로 은신중이라는 것을 확인하였으며 마침내 2008년 5월 1일, 김○○을 검거하는데 성공했다.[45][46]
- 2007년 10월 18일 방송에서는 강원도 춘천에서 전현직 공직자들을 대상으로 함께 술을 마신 후 정신을 잃게하여 꽃뱀이 성폭행을 당했다고 주장한 뒤 거액의 돈을 뜯어낸 대규모 꽃뱀 공갈단 사건의 용의자 강○○와 정○○을 공개수배할 예정이었다. 그러나 이들은 방송 직전에 자신들을 수배하는 방송 예고를 보고 방송 전날 부산에서 자수하였다.[47] 방송 직전 용의자의 자수로, 본방송에서 이 사건을 다룰 때는 용의자 수배 없이 범행전모를 밝히는 쪽으로 방영하였다.
- 2007년 11월 1일 방송에서는 경기도 시흥의 한 편의점에서 강도 행각을 벌인 뒤 편의점의 현금지급기까지 통째로 들고간 3인조 강도단을 공개수배하였다. 용의자들은 마스크로 얼굴을 가린 채 범행을 하다보니 키와 체격, 대략적인 신체특징 밖에 알 수 없는데다 이들의 신원조차 밝혀지지 않았는데 용의자 중 한명이 흔적을 남기지 않기 위해 CCTV를 파손하던 중 얼굴이 드러났고, 이들이 훔쳐간 현금지급기가 발견된 야산에서 검은색 승합차 한대가 나오는 모습을 목격한 인근 마을 주민, 그리고 승합차 문닫는 소리를 들었다는 편의점 업주의 진술 등을 토대로 CCTV에 찍힌 용의자의 모습을 방송에 내보냈는데 방송 직후 서울 동대문경찰서 형사에게 용의자를 알고 있다는 제보가 접수되면서 방송 하루 만에 CCTV에 얼굴이 드러난 용의자 지○○가 경기도 시흥에서 검거되었고, 여자친구의 집에 은신하고 있던 용의자 한○○ 또한 검거되었으며, 나머지 1명의 용의자 조○○는 방송 이전인 2007년 10월 중순, 성폭행 혐의로 이미 구치소에 수감 중임이 드러났다.
- 2007년 11월 1일 방송에서는 경북 일대의 문중묘지에서 문화재 절도를 일삼은 용의자 권○○을 공개수배하였다. 권○○은 2004년부터 2007년까지 공범들과 함께 경북 일대의 문중묘지의 석물은 물론 매장되어있는 문화재를 절취한 뒤 석재상에 장물로 팔아넘겼는데, 상주와 문경, 예천 등지에서 문화재 절도사건이 일어나자 상주경찰서는 경북지역에 연고를 둔 문화재 절도 전과자들의 신원을 파악하던 중 권○○을 예의주시하게 되었고 이들이 상주 일대 뿐만 아니라 포항에서도 문화재 절도를 저지른 사실을 확인한 상주경찰서는 계속된 잠복수사 끝에 공범 김선호(가명)와 이정수(가명), 그리고 이들과 장물거래를 한 석재상 주인 박재준(가명)을 검거하였다.[48]
  - 그리고 방송 당일, 자신이 수배된 방송을 본 권○○은 상주경찰서에 전화를 걸어 자수의사를 밝혔고 방송 5일 후 상주경찰서에 자수하였다.[49]
- 2007년 11월 22일 방송에서는 부산 북구 일대를 돌며 현금지급기 내의 현금을 훔친 용의자 마○○을 공개수배하였다. 용의자 마○○은 현금지급기 관리 업체 직원으로, 도박빚에 허덕이는 중 현금지급기의 CCTV의 사각지대를 만들 수 있다는 점을 악용, 현금지급기에 이상을 일으키고 고객인 척 고장신고를 한 뒤 고장 수리를 하는 척 현금을 절취하였다. 이는 현금지급기 관리회사 상황실에서 셋팅하지 않으면 현금지급기 관리업체 근무자라도 현금지급기를 열지 못하게 되어있기 때문이다.[50]
  - 그는 범행 전에 인터넷에서 특수절도죄의 형량 등에 대하여 검색한 뒤 훔친 현금이 많아질 것을 대비해 이동하기 쉽도록 차량을 렌트하였으며, 현금이 많이 오가는 추석연휴 기간을 이용하여 범행을 저질렀는데, 그가 범행을 한 현금지급기 12대 가운데 1대는 사각지대가 만들어지지 않아 자신의 범행장면을 그대로 노출시킬 수 밖에 없었고, 이 장면을 바탕으로 마○○이 용의자로 지목되었다.
  - 이후 마○○은 절취한 2억 4천여만원 가운데 1700만원 정도를 자신의 집 신발장에 숨겨놓은 뒤 도주하였으며 도주 중에 차량을 반납하면서 추가비용과 함께 휴대전화 연락이 닿지 않는다는 쪽지를 남긴 뒤 자신의 계좌에 있는 돈까지 모두 인출하는 등 치밀함을 보였다.[51]
  - 용의자 마○○은 2008년 3월 20일 방송에서도 재수배되었으며, 방송 종영 후인 2008년 4월 8일, 제주도에서 검거되었다. 이는 특명 공개수배 종영 이후 처음으로 검거된 용의자이다.[52]
- 2007년 11월 22일 방송에서는 대구에서 자신이 한때 사랑했던 여성이 자신과 결혼을 해주지 않는다는 이유로 여성을 살해하려다 미수에 그친 용의자 김○○을 공개수배하였다. 노동일을 하며 생활해오던 김○○은 식사자리에서 우연히 피해자를 만나게 되었는데, 이 만남을 계기로 두 사람은 연인관계가 되었지만 어느날 피해자가 김○○에게 헤어지자고 말하자 김○○은 피해자를 흉기로 위협하면서 죽여버리겠다고 협박하였다.
  - 그렇게 두려움을 느낀 피해자는 자신의 외삼촌을 불렀는데, 사건 당일 외삼촌과 함께 있는 피해자에게 찾아갔고 피해자가 결혼할 생각이 없다고 하자 김○○은 피해자의 어깨를 찌른 후 도주하였고, 함께 있던 외삼촌의 신고로 병원으로 옮겨진 피해자는 목숨을 건질 수 있었다.
  - 그렇게 도주한 김○○은 사건 발생 3일 후 피해자에게 전화를 건 뒤 잠적했는데 경남과 경북 일대에서 노동일을 하며 도피생활을 하던 김○○은 방송당일 대전 살인미수 사건 용의자 자수소식과 자신이 수배된 방송을 시청한 뒤 방송 하루 만에 경찰에 자수하였다.[53]
- 2007년 11월 29일 방송에서는 경북 포항에서 우연한 사고를 일으킨 뒤 차량 수리비를 명목으로 접근하다가 피해자를 도박판에 끼게 만들어 돈을 편취한 용의자 박○○을 공개수배하였다. 이들은 피해자 임현식(가명)이 25년간 다닌 회사에서 퇴직금으로 상당한 돈을 받자 돈을 뜯어내기 위해 고의로 교통사고를 낸 뒤 차량 수리비를 주겠다며 접근해 임현식과 친분을 쌓다가 포항의 한 식당에서 도박판이 벌어지자 임현식을 끌어들였고. 그의 술에 마약을 섞어 마시게한 뒤 돈이 떨어지자 대부업자에게 대출까지 받게 하였다.
  - 당시 피해자들은 자신들이 도박을 했기에 경찰에 신고를 하지 않았는데, 피해자들이 살던 마을을 지나던 경찰이 동네 주민들이 피해자들이 사기도박을 당했음을 이야기하는 것을 듣고 피해자들을 설득, 수사가 시작되었고 용의자 박○○을 제외한 공범들을 검거하였으며 검거되지 않은 용의자 박○○은 방송 하루 만에 경북 고령에서 시청자들의 제보로 검거되었다.
- 2007년 11월 29일 방송에서는 경북 봉화, 영주 등지의 농촌마을에서 농민들이 일터로 나간 사이 오토바이를 타고 다니며 빈집털이를 저지른 용의자를 공개수배하였다. 당시 신원이 밝혀지지 않은데다 은행 CCTV에 찍힌 용의자의 모습 외에는 단서가 없는 상황이었는데 사건을 수사하던 도중 2007년 7월과 8월에 경북 봉화군과 영주시, 안동시에서 발생한 빈집털이 사건의 용의자가 모두 동일인물인 것으로 확인되어 CCTV에 찍힌 용의자의 모습을 방송에 내보냈는데, 이후에도 신원이 밝혀지지 않아 2007년 12월 20일 방송에서도 재수배되었고, 시청자의 제보로 그의 신원이 민○○으로 밝혀졌다.
  - 이후 경북 봉화경찰서는 민○○이 경남 진주에서도 빈집털이를 저질렀고, 그가 천안의 한 금은방에서 장물거래를 한다는 첩보를 입수하여 2008년 1월 21일, 금은방 앞에서 잠복 끝에 민○○을 검거하였다.
  - 민○○을 검거한 후 이뤄진 조사에서 그가 도박으로 돈을 잃어 절도를 저질렀다는 진술을 확보한 뒤 그의 여죄를 조사한 끝에 2007년 5월부터 전국을 무대로 250여 건의 절도범행으로 3억여 원을 절취한 것을 확인하였다.[54][55]
- 2007년 12월 6일 방송에서는 충남 천안에서 자신이 일하던 중국집의 주방장이 자신을 무시한다는 이유로 주방장을 살해한 용의자 이○○을 공개수배하였다. 용의자 이○○은 아내와 이혼 후 일용직을 전전하다가 천안의 한 중국집 배달원으로 취직했는데 계속해서 밀려드는 주문 때문에 중국집을 그만두려던 참이었다.
  - 그러던 중 자신과 비슷한 처지의 피해자 강태호(가명)가 중국집의 주방장으로 들어왔는데 둘은 나이도 같았던지라 중국집에서는 주방장과 종업원으로, 사석에서는 친구사이로 지내왔는데 얼마 가지 않아 이들 사이는 금이 가고 말았고 사건 발생 전날밤, 이들은 각자 술자리를 가졌는데 술자리 후 숙소에서 먼저 자던 중 강태호가 문을 열고 안으로 들어온 뒤 두사람은 서로 몸싸움을 하고 말았으며 평소 강태호의 핀잔에 분을 참지 못한 이○○은 약 10분동안 강태호를 폭행하고 목을 졸랐으며 강태호의 몸에 힘이 풀리자 휴지를 코에 올리고는 강태호가 사망한 것을 확인하고 중국집 배달 전용 오토바이를 타고 도주하였다. 그로부터 6시간 이상 흐른 뒤에 중국집 사장이 두 사람이 출근을 않길래 새벽까지 술자리를 가진탓에 둘 다 자고 있으리라 생각했지만 이○○은 안에 없었고, 강태호를 깨우려고 흔들어 보기도 했으나 미동이 없어 심장에 귀를 대봤는데 심장이 뛰지 않아 경찰에 신고했고, 강태호는 인근 병원으로 옮겨졌지만 이미 숨진 뒤라서 병원에서도 손쓰지 못했다.
  - 그러나 이○○은 우발적인 범행으로 당황한 나머지 자신의 휴대전화가 아닌 강태호의 휴대전화를 들고 도주하였는데 놓고 간 휴대전화를 통하여 용의자로 지목되었다. 이후 그는 2008년 2월 14일 방송에서도 재수배되었고, 방송 종영 후에도 검거되지 않았는데 전국을 떠돌며 노숙인 또는 찹쌀떡 행상 등을 하던 그는 2009년 3월 19일, 방송을 기억하고 있던 시청자의 제보로 강릉에서 검거되어 천안 동남경찰서로 압송되었다.[56][57]
- 2007년 12월 13일 방송에서는 경북 예천에서 자신에게 피해를 입고도 자신을 고소하지 않은 피해자에게 엄마처럼 모시겠다고 말한 뒤 피해자 부부에게서 1억원을 뜯어낸 용의자 이○○을 공개수배하였는데 방송 이후 그녀의 범행에 분노한 시청자들의 제보가 빗발쳤고 결국 방송 3일 후 경북 안동에서 검거되었다.
- 2007년 12월 13일 방송에서는 경기도 용인의 한 아파트 주차장에서 주차된 차량에 있던 통장을 절취한 뒤 강남일대의 은행에서 돈을 인출한 용의자를 공개수배하였다. 당시 신원이 밝혀지지 않은 탓에 은행 CCTV에 찍힌 용의자의 모습을 방송에 내보냈는데, 방송을 본 시청자의 제보로 하루만에 강남의 한 빌딩 주차장에서 용의자 한○○이 검거되었다.
  - 검거된 한○○은 처음에는 범행을 부인했지만 점차 시간이 지나면서 범행을 자백하였으며, 방송 당시 한○○이 많은 돈을 옮기는 것을 도와준 공범이 있을거라 추측한 경찰은 한○○을 추궁한 결과 또다른 공범이 있다는 자백을 받아내었다.(이후 공범은 특명 공개수배 방송에 나오지 않았고, 신원과 검거여부 또한 확인되지 않고 있다.)
- 2008년 1월 10일 방송에서는 경기도 안양에서 실종된 이혜진양과 우예슬양을 찾는 방송이 다뤄졌는데 이들은 방송 2주 후인 2008년 1월 24일 방송에서도 재수배되었으며, 방송 이후 2달이 지난 2008년 3월 11일, 경기도 수원시 부근의 칠보산 일대에서 이양의 시신이 발견되었고, 시신 발견 5일 후인 2008년 3월 16일, 충남 보령에서 범인 정○○을 검거하였으며, 이후 우양 또한 살해하였다는 정○○의 자백을 받아 2008년 3월 18일, 우양의 시신을 경기도 시흥시 군자천에서 찾아내었다.
- 2008년 1월 10일 방송에서는 경기도 의정부에서 80대 노인에게 접근하여 함께 도박판에 끼게 만든 뒤 사기도박을 저지르고 제주도로 여행을 떠나 다이아몬드 거래를 하게한 뒤 다이아몬드를 도둑맞게 하는 등 10억원 상당의 돈을 편취한 용의자 김○○과 고○○을 공개수배하였는데, 2008년 3월 고○○은 검거되었으나 검거소식은 방영되지 않았고, 김○○은 자수했으나 일정을 알 수가 없다.
- 2008년 1월 17일 방송에서는 제주도에서 한때 사랑했던 여성을 살해한 뒤 그녀의 통장과 자동차를 강취한 용의자 이○○를 공개수배하였다. 용의자 이○○는 2005년에 혼인빙자간음죄로 1년을 복역한 뒤 출소하여 피해자 정선영(가명)을 만났는데 그녀로부터 경제적 지원을 받으며 살아왔지만 불화로 인해 헤어지면서 생활이 곤궁해지자 정선영을 살해한 뒤 돈을 빼앗기로 마음먹고 2006년 12월 22일, 정선영의 집에 침입하여 그녀를 살해한 뒤 자살한 것처럼 위장해 그녀의 통장과 현대 아반떼 자동차, 신분증, 인감도장 등을 들고 도주하였다.
  - 그렇게 이○○는 인근의 주민센터에서 정선영 명의의 인감증명서를 발급받은 뒤 그녀의 차량을 중고차매매상에 1000만원에 급처분했는데, 그녀의 시신이 발견된 후 없어진 피해자의 물품들을 조사하던 중 은행 CCTV에서 이종호가 돈을 인출하는 장면과 중고차매매상에 차량을 판 것 등을 토대로 용의자로 지목되었다.
  - 용의자 이○○는 2008년 2월 14일 방송에서도 재수배되었으나 끝내 검거되지 못한 채 방송이 종영되었는데, 그는 도피 중에 자신이 일했던 한 횟집의 업주에게 밀린 월급을 입금해달라고 전화를 걸었다가 덜미가 잡혀 계속된 경찰의 수사 끝에 같은해 7월 31일, 서울에서 방송을 기억하고 있던 시청자의 제보로 검거되었다.[58]
- 2008년 1월 17일 방송에서는 인천에서 주민등록증을 위조해 본인인 것처럼 행세해 은행에서 계좌를 개설한 뒤 CMS(자동이체)를 이용하여 2억 원을 인출한 용의자를 공개수배하였다. 피해자들은 2006년 연말에 영종도 일대의 개발로 거액의 토지보상을 받았는데 2007년 4월에 용의자가 위조된 신분증을 이용해 피해자 중 한명의 명의의 계좌를 개설한 것을 시작으로 같은해 8월과 9월에 CMS(자동이체)를 이용해 돈이 인출된 것을 알아채고는 경찰에 신고하였다.
  - 그러나 당시 용의자의 신원이 밝혀지지 않은 탓에 위조된 신분증에 부착된 용의자로 추정되는 이의 사진과 계좌 개설 당시 은행 CCTV를 통해 드러난 용의자의 신체적 특징을 방송에 내보냈는데 방송 당일, 가족들과 자신을 수배한 방송을 본 최○○가 방송 직후 서울 노원경찰서에 자수하였고, 이후 인천 중부경찰서에는 같은 수법으로 피해를 당했다는 제보가 빗발치면서 두달 후 8명의 공범들이 추가로 검거되었다.[59][60]
- 2008년 1월 24일 방송에서는 부산에서 소매치기를 저지른 용의자 최○○을 공개수배하였다. 당시 마트에서 장을 보던 도중 소매치기를 당한 피해자는 자신의 카드로 돈을 인출하던 여성을 알아보지 못하였는데 얼마 후 우연히 공범 이은경(가명)과 마주친 피해자가 경찰에 신고하게 되면서 수사가 재개되어 공범들이 검거되었으나 최○○은 수사망을 빠져나가고 말았다.
  - 용의자 최○○은 여성이지만 범행시에만 여장을 하고 평상시에는 남장을 하고 다녀 검거에 어려움이 있었으나, 서울과 부산 일대에서 활동한다는 첩보를 입수한 경찰에 의해 2008년 2월 6일, 부산에서 검거되었다.
- 2008년 2월 21일 방송에서는 부산에서 자신의 구역에서 불법영업을 했다는 이유로 자신의 후배를 칼로 찔러 상해를 입힌 뒤 인근의 병원에 입원시켰으나 하루 만에 사망케 한 용의자 안○○를 공개수배하였다. 용의자 안○○와 피해자 이경태(가명)는 부산 동래 일대의 조직폭력배 추종자로 평소 자신들의 세력다툼을 벌여왔는데, 2007년 7월, 이경태가 안○○의 PC방이 불법영업을 한다고 경찰에 신고하였으며, 안○○의 PC방이 문을 닫게 된 것이다.
  - 그후 이경태는 안○○를 볼때마다 그를 무시하면서 시비를 틀고 추근대자 안○○의 분노가 점점 커져가던 도중, 사건 당일이었던 12월 30일 역시 이경태는 안○○를 찾아와 시비를 걸며 욕을 하고 나갔고 결국 참다 못한 안○○는 그날 저녁, 이경태에게 전화를 걸어 만나자고 한 뒤 택시에서 내린 이경태를 칼로 찔러 상해를 입혔고, 인근에서 대기하고 있던 그의 부하들로 하여금 인근 병원으로 이경태를 옮긴 후 도주하였으며 결국 이경태는 병원에 옮겨진지 만 하루만에 사망하였다.[61][62]
  - 사건 발생 이후 안○○의 지시에 따라 이경태를 병원으로 옮겼던 후배들이 검거된 이후에도 안○○는 경찰의 추적을 피해 경남 진주, 지리산, 강원도 등지로 도피를 하였던지라 방송 종영 후에도 검거되지 않았는데 2008년 5월 14일, 안○○가 중국으로 밀항을 시도한다는 첩보를 입수한 경찰은 해양경찰에 공조수사를 요청하였으며 해상에서 수사 개시 2시간 만에 통영 인근 해상에서 안○○가 탄 밀항선을 찾아내어 안○○를 검거하는데 성공하였다.[63][64]
- 2008년 2월 28일 방송에서는 경북 영주의 한 장례식장에서 고인의 먼 친척이라고 상주를 속인 후 조문객들의 조문이 끝난 발인날 새벽, 상주가 잠든 틈을 타 부의금을 훔친 용의자 김○○을 공개수배하였다. 김○○과 공범들은 의심을 받지 않기 위해 양복에 넥타이까지 갖춰입고 경북 영주의 한 장례식장을 찾아간 뒤 조문을 하는 척 하며 빈소 내의 부의함의 위치를 미리 파악해뒀으며 상주를 비롯한 유가족들이 잠이 들 때까지 기다렸다가 유가족들이 잠든 새벽시간에 부의함을 훔쳐 달아났다.[65]
  - 그렇게 세 사람은 장례식장에서 1km 떨어진 어느 골목길에 부의함을 버려둔 채 영주를 빠져나갔는데 장례식장의 cctv에 부의함을 들고 도주하는 세 사람의 모습과 이들이 부의함을 들고 이동하면서 차량을 이용하였을 거라 판단한 경찰이 사건 발생 이후 영주를 빠져나간 차량들을 조사하던 중 고속도로 톨게이트에 찍힌 한대의 승용차에서 조수석에 앉은 남성이 장례식장의 범인과 같은 양복을 입은 채 고개를 숙이고 돈을 세고 있는 장면이 포착되면서 덜미가 잡혔고 이 차량의 차적을 조회한 결과 공범 이형민(가명)의 아내 소유의 차량이라는 걸 확인한 경찰은 공범 이형민과 그의 형 이형택(가명)을 검거하였으며, 이들을 조사한 끝에 함께 범행을 모의한 김○○의 존재를 확인하여 수배를 내렸다.
  - 이후 김○○은 2008년 3월 27일 마지막 방송에서도 재수배 되었으며, 방송 종영 후인 2008년 5월 3일, 방송을 기억하고 있던 시청자의 제보로 검거되었다.[66]
- 2008년 2월 28일 방송에서는 전국 슈퍼마켓을 돌며 환자행세를 해 금품을 턴 용의자 김○○을 공개수배하였다. 피해자들의 신고를 받은 경기 광주경찰서는 슈퍼마켓 인근의 CCTV를 조회하던 중 슈퍼마켓 주인이 얘기한 인상착의와 같은 옷을 입은 용의자들을 찾아내고 이들이 렌트카를 타고왔다는 점에 착안, 렌트카 업체 직원의 진술을 통해 용의자 김○○과 공범 문재철(가명)의 신원을 밝혀내고 2008년 1월 17일, 내연녀의 집에 은신중이던 문재철을 검거하였다.
  - 김○○은 문재철을 비롯한 여러 공범들과 함께 CCTV가 없는 소규모 슈퍼마켓을 대상으로 하여 아침 시간대에는 물건을 받기 위해 다량의 현금이 준비되어 있다는 점을 악용하여 1명이 먼저 슈퍼마켓으로 가서 물건을 구입하며 10만 원 수표로 계산을 하는 척 하며 현금을 보관하는 장소를 확인한 뒤 다시 가격에 맞는 금액을 내밀고 나왔으며 몇분 후 또다른 공범이 팔 또는 다리가 불편한 행세를 하며 들어와 물품을 대량 구매하는 척하며 주인을 불러낸 후 그 틈을 타 또다른 공범이 돈을 훔치는 수법으로 2인조로 절도 행각을 벌여왔다.
  - 이 뿐 아니라 김○○은 범행 이전부터 마약전과도 있다.
  - 김○○은 2008년 3월 27일 마지막 방송에서도 재수배되었으며, 방송 종영 후인 2008년 10월 2일 경찰에 자수하였다.[67]
- 2008년 3월 6일 방송에서는 서울 금천구의 한 대형마트에서 자신이 마트의 사장이라고 속인 후 육류와 채소의 납품업체들로 식품을 납품받고 대금 결제는 차일피일 미루다가 그것들을 가지고 도주한 용의자 김○○을 공개수배하였다. 용의자 김○○은 이미 수도권 일대에서 비슷한 사기를 저지르고 있던 터라 방송 당시 같은 수법으로 사기를 당했다는 제보가 빗발쳤는데, 방송 당일 자신이 수배된 방송을 시청하고는 방송 다음날 경찰에 자수하였다.